# Jacques Sterckval
Jacques Sterckval est un footballeur belge né le 9 août 1884 et mort à une date non connue.
Il a évolué comme défenseur au Racing Club de Bruxelles puis au Sporting d'Anderlecht avant la guerre 1914-1918. 
Il a joué deux fois en équipe nationale en 1909.

## Palmarès
- International belge A en 1909 (2 sélections)
- première sélection: le 17 avril 1909, Angleterre-Belgique, 11-2 (match amical)
- deuxième sélection: le 25 avril 1909, Pays-Bas-Belgique, 4-1 (match amical)
- Champion de Belgique en 1903 et 1908 avec le Racing Club de Bruxelles
- Vainqueur de la Coupe de Belgique en 1912 avec le Racing Club de Bruxelles